# Neslandsvatn
Neslandsvatn is een plaats in de Noorse gemeente Drangedal, provincie Telemark. Neslandsvatn telt 266 inwoners (2007) en heeft een oppervlakte van 0,45 km².